# Gran Premi de Mònaco del 1974
Resultats del Gran Premi de Mònaco de Fórmula 1 de la temporada 1974, disputat al circuit urbà de Montecarlo el 26 de maig del 1974.

## Resultats de la cursa
| Pos | No | Pilot                | Equip               | Voltes | Temps/ Retir.  | Pos. de sort. | Punts |
| --- | -- | -------------------- | ------------------- | ------ | -------------- | ------------- | ----- |
| 1   | 1  | Ronnie Peterson      | Lotus - Ford        | 78     | 1h 58' 04. 3   | 3             | 9     |
| 2   | 3  | Jody Scheckter       | Tyrrell - Ford      | 78     | + 28.8 s       | 5             | 6     |
| 3   | 17 | Jean-Pierre Jarier   | Shadow - Ford       | 78     | + 48.9 s       | 6             | 4     |
| 4   | 11 | Clay Regazzoni       | Ferrari             | 78     | + 1' 03.1 min. | 2             | 3     |
| 5   | 5  | Emerson Fittipaldi   | McLaren - Ford      | 77     | + 1 Volta      | 13            | 2     |
| 6   | 28 | John Watson          | Brabham - Ford      | 77     | + 1 Volta      | 23            | 1     |
| 7   | 26 | Graham Hill          | Lola - Ford         | 76     | + 2 Voltes     | 21            |       |
| 8   | 27 | Guy Edwards          | Lola - Ford         | 75     | + 3 Voltes     | 26            |       |
| 9   | 4  | Patrick Depailler    | Tyrrell - Ford      | 74     | + 4 Voltes     | 4             |       |
| Ret | 15 | Henri Pescarolo      | BRM                 | 62     | Caixa canvi    | 27            |       |
| Ret | 2  | Jacky Ickx           | Lotus - Ford        | 34     | Motor          | 19            |       |
| Ret | 12 | Niki Lauda           | Ferrari             | 32     | Encesa         | 1             |       |
| Ret | 24 | James Hunt           | Hesketh - Ford      | 27     | Palier         | 7             |       |
| Ret | 33 | Mike Hailwood        | McLaren - Ford      | 11     | Accident       | 10            |       |
| Ret | 7  | Carlos Reutemann     | Brabham - Ford      | 5      | Suspensions    | 8             |       |
| Ret | 37 | François Migault     | BRM                 | 4      | Accident       | 22            |       |
| Ret | 22 | Vern Schuppan        | Ensign - Ford       | 4      | Accident       | 25            |       |
| Ret | 9  | Hans Joachim Stuck   | March - Ford        | 3      | Col·lisió      | 9             |       |
| Ret | 14 | Jean-Pierre Beltoise | BRM                 | 0      | Col·lisió      | 11            |       |
| Ret | 6  | Denny Hulme          | McLaren - Ford      | 0      | Col·lisió      | 12            |       |
| Ret | 20 | Arturo Merzario      | Iso Marlboro - Ford | 0      | Col·lisió      | 14            |       |
| Ret | 10 | Vittorio Brambilla   | March - Ford        | 0      | Col·lisió      | 15            |       |
| Ret | 16 | Brian Redman         | Shadow - Ford       | 0      | Col·lisió      | 16            |       |
| Ret | 18 | Carlos Pace          | Surtees - Ford      | 0      | Col·lisió      | 18            |       |
| Ret | 23 | Tim Schenken         | Trojan - Ford       | 0      | Col·lisió      | 24            |       |
| NVQ | 8  | Rikky von Opel       | Brabham - Ford      |        |                |               |       |

## Altres
- Pole: Niki Lauda 1' 26. 3
- Volta ràpida: Ronnie Peterson 1' 27. 9 (a la volta 57).